# Kościół Matki Boskiej Królowej Polski w Świniarach
Kościół pw. Matki Boskiej Królowej Polski w Świniarach – kościół filialny zlokalizowany we wsi Świniary, w gminie Skwierzyna (województwo lubuskie). Należy do parafii św. Mikołaja Biskupa ze Skwierzyny.

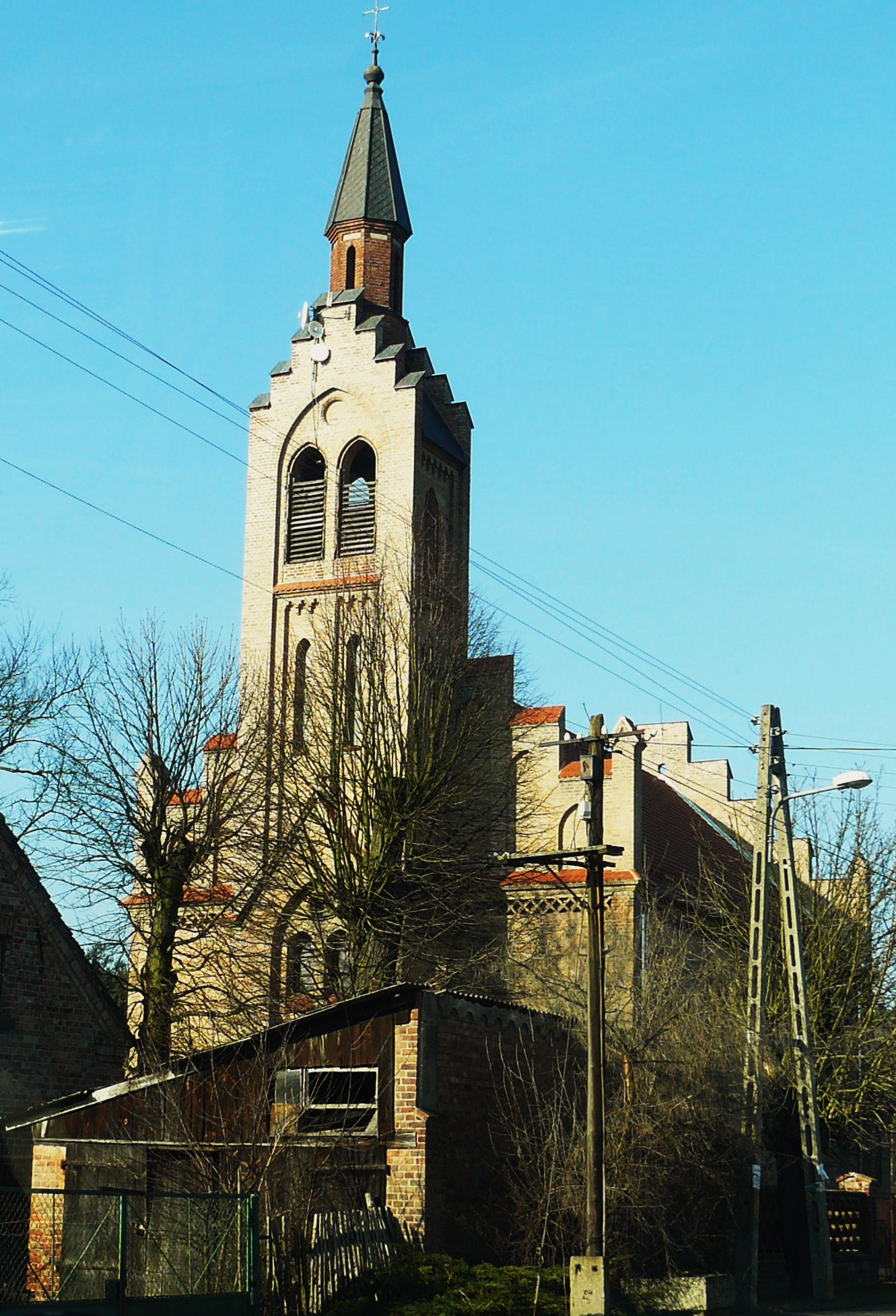
Wieża

## Historia
Pierwsza (szachulcowa) świątynia stała we wsi prawdopodobnie już w 1616 z fundacji tutejszych właścicieli - Unrugów. Spłonęła ona od uderzenia pioruna w 1873. Obecny, neogotycki, murowany kościół wybudowano w 1877 (lub 1885, lub 1904), jako świątynię protestancką (obok znajdował się cmentarz ewangelicki - obecnie zmieniony na nekropolię katolicką).

### Po II wojnie światowej
Po 1945, kościół ten afiliowano w parafii w Krobielewku, która jednak nigdy nie została powołana. W 1949, proboszcz skwierzyński przejął świątynię do swojej parafii. W tym samym roku budynek otoczono murem.

## Architektura
Kościół posiada prostokątną nawę główną i pięcioboczny chór od północy. Czterokondygnacyjna wieża z dzwonnicą na planie kwadratu usytuowana od południa i zwieńczona sygnaturką. Bryłę charakteryzują wysokie, schodkowe szczyty. Dach kryty dachówką karpiówką.

## Wyposażenie
Cenne jest historyczne wyposażenie: retabulum ołtarzowe oraz cynowe świeczniki. W 2011 ściany kościoła zaczęły pękać, a świątynia znajdowała się w coraz gorszym stanie technicznym. W następnych latach została poddana gruntownemu remontowi (również w 1970 dokonano drobnych napraw).